# Petra Bailey
Petra Bailey (rozená Lelovská, * 17. listopadu 1984, Humenné) je podnikatelka a manažerka, viceprezidentka hotelové společnosti Ensana.

## Vzdělání a profesní kariéra
Od roku 2005 do roku 2017 žila v Irsku.[zdroj?] Vystudovala mezinárodní vztahy na Metropolitní univerzitě v Praze[zdroj?] a absolvovala Leadership Course (kurzy vedení) na Harvard University. V roce 2020 ukončila studium MBA na Cambridge Business School.[zdroj?] V roce 2024 získala titul Mgr. na Vysoké škole Danubius v Sládkovičově.[zdroj?] Hovoří pěti jazyky (česky, slovensky, anglicky, německy a polsky).
V Irsku působila na vedoucích pozicích společností v nejrůznějších odvětvích od e-commerce a hi-tech až po farmaceutický průmysl. V roce 2016 působila v USA. V roce 2018 se stala členkou vedoucího týmu společnosti Ensana. Od roku 2018 zastává pozici viceprezidentky pro strategii a rozvoj. Zodpovídá za vedení 3 000 zaměstnanců v 5 zemích a 27 lázeňských hotelů v Evropě. Věnuje se zejména globální strategii firmy, inovacím medicínskému segmentu, výzkumu "evidence based" a dalšímu rozvoji značky Ensana. Životní příběh Petry vyšel také v časopisu ForbesWomen.
Zabývá se také charitativní činnosti, hlavně podporou dětí v dětských domovech a sociálně slabých skupin. Spolupracuje též s organizací na pomoc opuštěným a týraným zvířatům.

## Ocenění
- Female Executive of the year 2021 (stříbrná medaile, oblast Evropa)[7]
- Finalistka Manažerka roku 2021[8]
- Žena Roku 2020[9]
- Vítězka Top Ceo Ženy Česka[10]